# Regentenstraße 111 (Mönchengladbach)

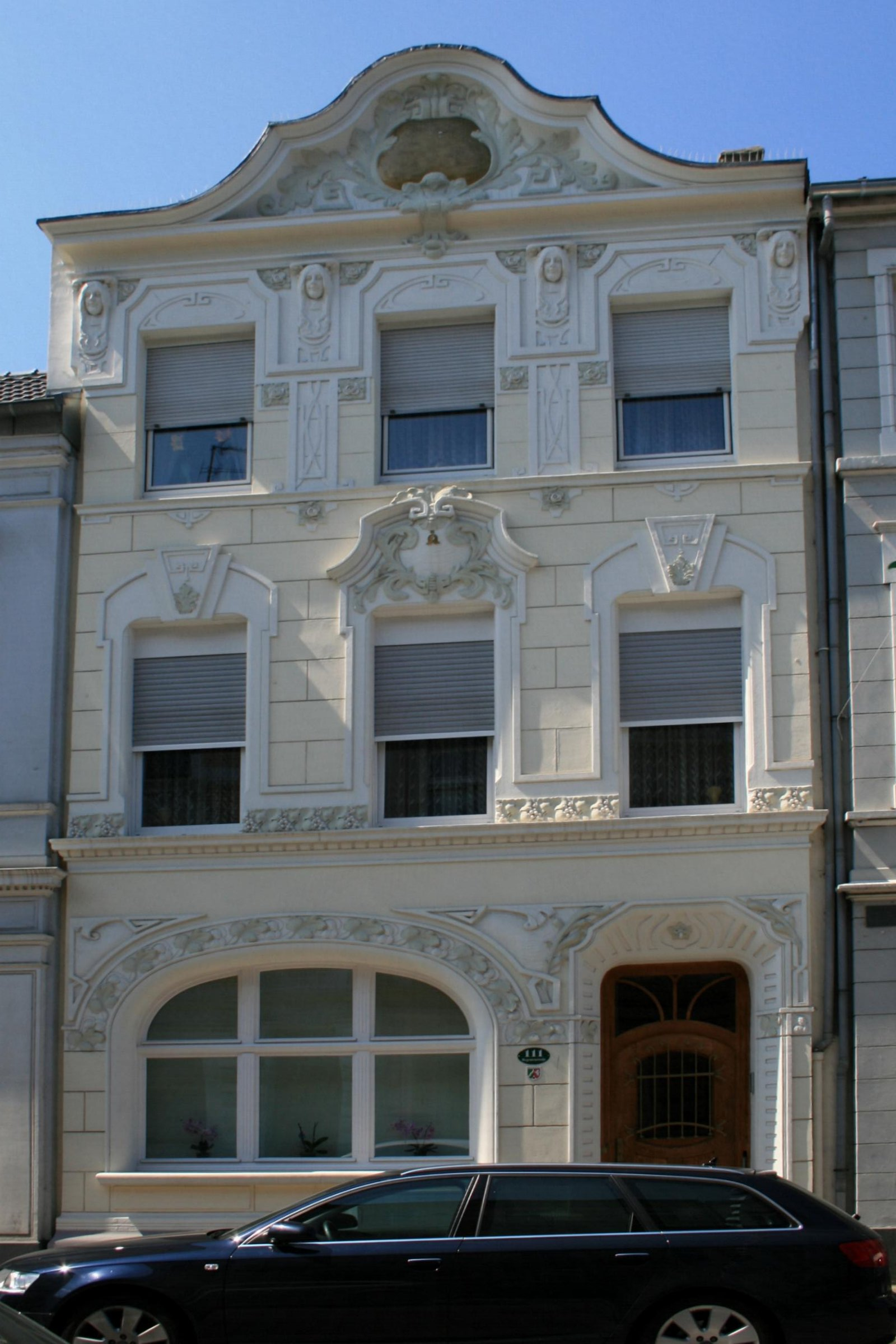
Wohnhaus (2010)

Das Wohnhaus Regentenstraße 111 steht im Stadtteil Eicken in Mönchengladbach (Nordrhein-Westfalen).
Das Gebäude wurde nach 1900 erbaut. Es wurde unter Nr. R 056 am 17. Mai  1989 in die Denkmalliste der Stadt Mönchengladbach eingetragen.

## Lage
Das Gebäude liegt an der Nordseite der Regentenstraße in Eicken in einer historischen Baugruppe ähnlicher Häuser. 

## Architektur
Bei dem Haus handelt es sich um ein traufenständiges, dreigeschossiges, dreiachsiges Gebäude. Das kurz nach 1900 erbaute Haus ist eines der wenigen erhaltenen Jugendstilfassaden nicht nur in der Regentenstraße, sondern in Mönchengladbach überhaupt.